# Chiesa di San Nicola di Mira (Castelluccio Inferiore)
La chiesa di San Nicola di Mira è la parrocchiale di Castelluccio Inferiore, in provincia di Potenza e diocesi di Tursi-Lagonegro; fa parte della zona pastorale Mercure-Tirrenica.

## Storia
È ignota la data di fondazione dell'originaria cappella di Castelluccio Inferiore, ma quest'ultima doveva essere già esistente nel XIV secolo, almeno a giudicare da un'iscrizione che riporta l'anno 1286.
A partire dal 1510 è attestato il titolo di arcipretale, che si riscontra per la prima volta in un atto della cattedrale di Cassano all'Ionio.
La chiesa, già rimaneggiata tra i secoli XV e XVI, venne interessata da un generale rifacimento intorno alla metà del Seicento che le conferì l'aspetto barocco.
Nel 1976, con decreto della Congregazione dei vescovi datato 8 settembre, la parrocchia passò dalla diocesi di Cassano all'Ionio, nella regione ecclesiastica Calabria, alla diocesi di Tursi-Lagonegro, nella regione ecclesiastica Basilicata.
L'intervento di adeguamento liturgico secondo le norme postconciliari venne condotto nel 2000 mediante l'aggiunta dell'altare rivolto verso l'assemblea.

## Descrizione

### Esterno
La facciata a salienti della chiesa, rivolta a settentrione, è suddivisa da una cornice marcapiano aggettante in due registri, entrambi scanditi da lesene; quello inferiore presenta centralmente il portale maggiore e ai lati i due ingressi minori, mentre quello superiore, coronato dal timpano di forma triangolare, è caratterizzato da due finestrelle a tutto sesto e da un oculo in cui è inserita una sacra raffigurazione.
Annesso alla parrocchiale è il campanile a base quadrata, la cui cella presenta su ogni lato una monofora ed è coronata dalla cupola poggiante sull'ampio tamburo ottagonale. 

### Interno

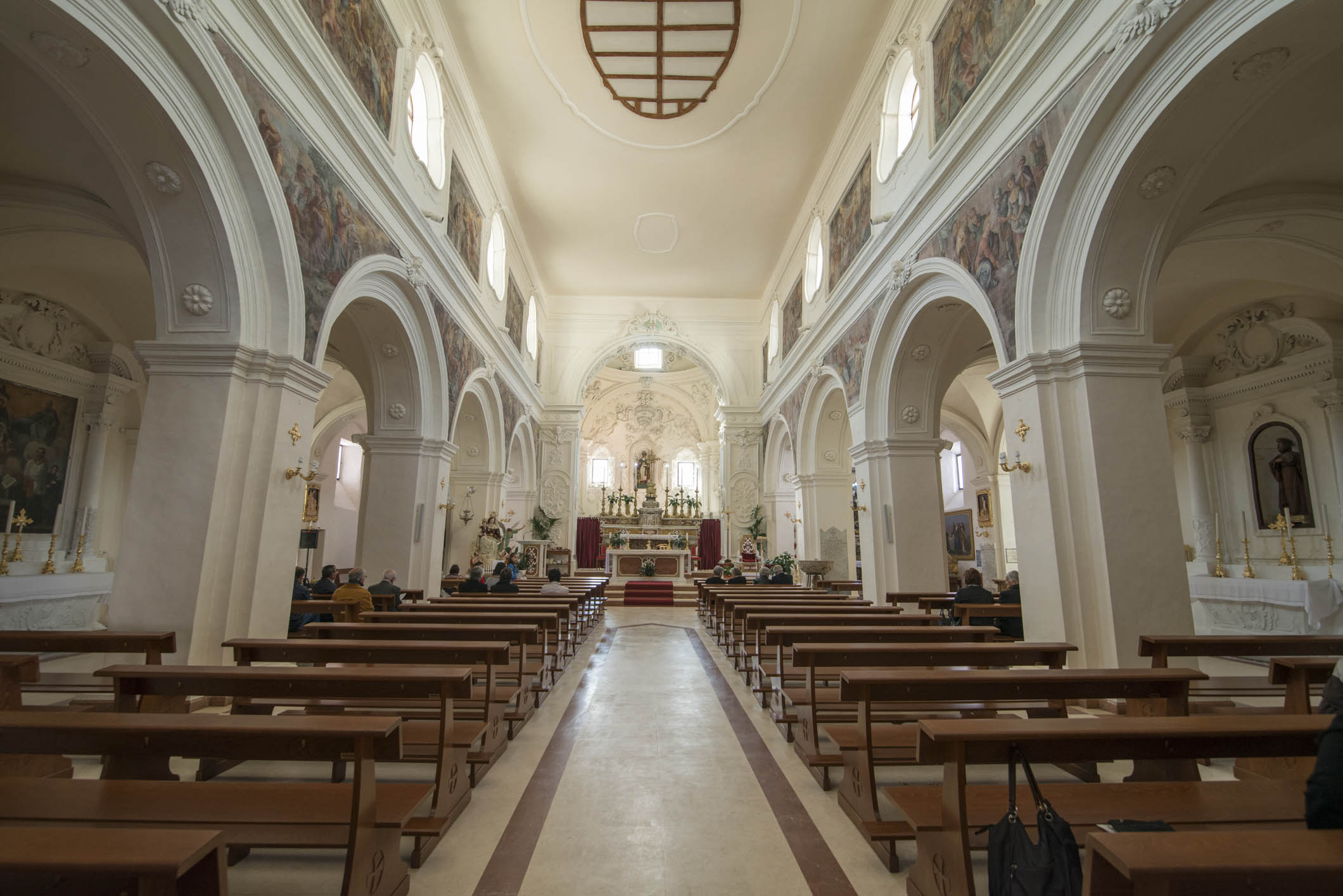
L'interno

L'interno dell'edificio si compone di tre navate, separate da pilastri, abbelliti da lesene tuscaniche e sorreggenti degli archi a tutto sesto, sui quali corre la trabeazione aggettante e modanata sopra cui si innalza un registro attico caratterizzato da finestre, mentre le due navate laterali sono coperte da volte a crociera; al termine dell'aula si sviluppa il presbiterio, rialzato di tre gradini, ospitante l'altare maggiore e chiuso dalla parete di fondo piatta.
Qui sono conservate diverse opere di pregio, tra le quali il dipinto con soggetto l'Ultima Cena, eseguito nel 1607 da Giulio dell'Oca, e il ciclo di affreschi realizzato tra il 1731 e il 1737 da Angelo Galtieri.